# Josh Magennis
Joshua Brendan David "Josh" Magennis (* 15. srpna 1990, Bangor, hrabství Down, Severní Irsko, Spojené království) je severoirský fotbalový útočník a reprezentant, v současnosti hrající za skotský klub Kilmarnock FC.

## Klubová kariéra
Magennis působil ve své profesionální fotbalové kariéře postupně v klubech Cardiff City FC (velšský klub působící v anglických soutěžích), Grimsby Town FC (Anglie), Aberdeen FC, St. Mirren FC, Kilmarnock FC (všechny Skotsko).

## Reprezentační kariéra
Josh Magennis nastupoval za severoirské mládežnické reprezentace.
Svůj debut za severoirský národní tým absolvoval 26. 5. 2010 v přátelském utkání proti reprezentaci Turecka (porážka 0:2). Se svým mužstvem se mohl v říjnu 2015 radovat po úspěšné kvalifikaci z postupu na EURO 2016 ve Francii (byl to premiérový postup Severního Irska na evropský šampionát). Zúčastnil se EURA 2016 ve Francii, kam jej nominoval trenér Michael O'Neill.